# Actisecos pulcher
Actisecos pulcher är en mossdjursart som beskrevs av Harmer 1957. Actisecos pulcher ingår i släktet Actisecos och familjen Actisecidae. Inga underarter finns listade i Catalogue of Life.